# Cryptops frater
Cryptops frater är en mångfotingart som beskrevs av Chamberlin 1962. Cryptops frater ingår i släktet Cryptops och familjen Cryptopidae. Inga underarter finns listade i Catalogue of Life.